# Großfuß-Zwergbeutelratte
Die Großfuß-Zwergbeutelratte (Marmosa macrotarsus) ist eine Beuteltierart, die im Amazonasbecken südlich des Amazonas und westlich des Rio Tapajós vorkommt.

## Beschreibung
Die Tiere erreichen eine Kopfrumpflänge von 10,4 bis 13,6 cm, haben einen 14,8 bis 20,6 cm langen Schwanz und erreichen ein Gewicht von 23 bis 51 g. Der Schwanz ist damit im Schnitt etwa 45 % länger als Kopf und Rumpf zusammen. Das Rückenfell ist graubraun mit orangebraunen Einsprengseln. Die Körperseiten und die Kopfoberseite sind heller. Rund um die schwarzen Augen finden sich schwarze Augenringe, die nicht bis zu den Basen der Ohren reichen. Das Fell der Unterseite ist gelblich oder cremefarben bis weißlich. Die Pfoten sind weißlich oder orangefarben. Die körpernahen 10 % des Schwanzes sind behaart, der Rest ist unbehaart. Der nackte Schwanzabschnitt ist braun und die Unterseite ist normalerweise heller als die Oberseite. Das körperferne Drittel des Schwanzes ist manchmal unpigmentiert. Weibchen haben keinen Beutel. Die Anzahl der Zitzen liegt bei elf, je fünf an jeder Seite und eine mittige. Der Karyotyp besteht aus einem Chromosomensatz von 2n=14 Chromosomen (FN=24).

## Lebensraum und Lebensweise
Die Großfuß-Zwergbeutelratte lebt in Höhen von 25 bis 1900 Metern in Terra-Firme-Wäldern und im Übergangsbereich zwischen Terra Firme-Wald
und Igapó-Wald. Über ihre Verhaltensweisen, ihre Ernährung, ihre Aktivitätsmuster und ihre Fortpflanzung ist bisher kaum etwas bekannt. Im brasilianischen Amazonasbecken wurden die Tiere bisher ausschließlich auf dem Erdboden gefangen, im peruanischen Teil ihres Verbreitungsgebietes auch im Geäst von kleinen Bäumen und Sträuchern.

## Systematik
Die Großfuß-Zwergbeutelratte wurde im Jahr 1842 durch den deutschen Zoologen Johann Andreas Wagner unter dem Namen Didelphis macrotarsus erstmals wissenschaftlich beschrieben. Später wurde sie als Unterart der Maus-Zwergbeutelratte (Marmosa murina) zugeordnet. Im Jahr 2014 wurde ihr im Zuge einer Revision der Gattung Marmosa wieder der Status einer eigenständigen Art zugebilligt. Populationen von Zwergbeutelratten in Peru, die unter dem Namen Marmosa quichua geführt wurden, werden im HMW provisorisch zu Marmosa macrotarsus gestellt, bei der IUCN gelten sie jedoch als eigenständige Art. In Kladogrammen der Gattung Marmosa bilden sie die Schwestergruppe von Marmosa macrotarsus Sensu stricto.

## Status
Die Großfuß-Zwergbeutelratte ist von der IUCN noch nicht gesondert erfasst worden, da sie lange Zeit als Unterart der Maus-Zwergbeutelratte galt und erst im Jahr 2014 wieder zu einer eigenständigen Art wurde.

## Belege
1. 1 2 3 4 5  Diego Astúa: Family Didelphidae (Opossums). in Don E. Wilson, Russell A. Mittermeier: Handbook of the Mammals of the World – Volume 5. Monotremes and Marsupials. Lynx Editions, 2015, ISBN 978-84-96553-99-6. Seite 138.
2. ↑  Marmosa quichua in der Roten Liste gefährdeter Arten der IUCN 2015. Eingestellt von: Solari, S., 2015. Abgerufen am 18. April 2023.
3. ↑  Voss, R. S.; Gutiérrez, E. E.; Solari, S.; Rossi, R. V.; Jansa, S. A.: Phylogenetic Relationships of Mouse Opossums (Didelphidae, Marmosa) with a Revised Subgeneric Classification and Notes on Sympatric Diversity. American Museum Novitates, Nr. 3817, 2014, S. 1–27 (PDF)